# Allen Assogba
Allen Adeniyi Assogba (* 25. April 1997) ist ein beninischer Fußballspieler.

## Karriere
Allen Assogba erlernte das Fußballspielen in der Jugend der Young Stars FC im nigerianischen Lagos sowie in den Jugendmannschaften Tatlisu HOBSK, Hamitköy ŞHSK und Yeni Boğaziçi DSK in Zypern. Von Februar 2016 bis Juni 2020 spielte er in Zypern bei Lefke TSK und Çetinkaya TSK. Im Juli 2020 kehrte er in seine Heimat Benin zurück. Hier schloss er sich dem AS Sobemap in Porto-Novo an. Im August 2024 zog es ihn nach Thailand. Hier unterschrieb er in Suphanburi einen Vertrag beim Zweitligisten Suphanburi FC. Sein Zweitligadebüt gab er am 18. August 2024 (2. Spieltag) im Auswärtsspiel gegen den Zweitligaaufsteiger Sisaket United FC. Bei der 2:0-Niederlage stand er in der Startelf und spielte die kompletten 90 Minuten. Nach 15 Ligaspielen wurde sein Vertrag im Dezember 2024 nicht verlängert.